# Parchemin de Chinon

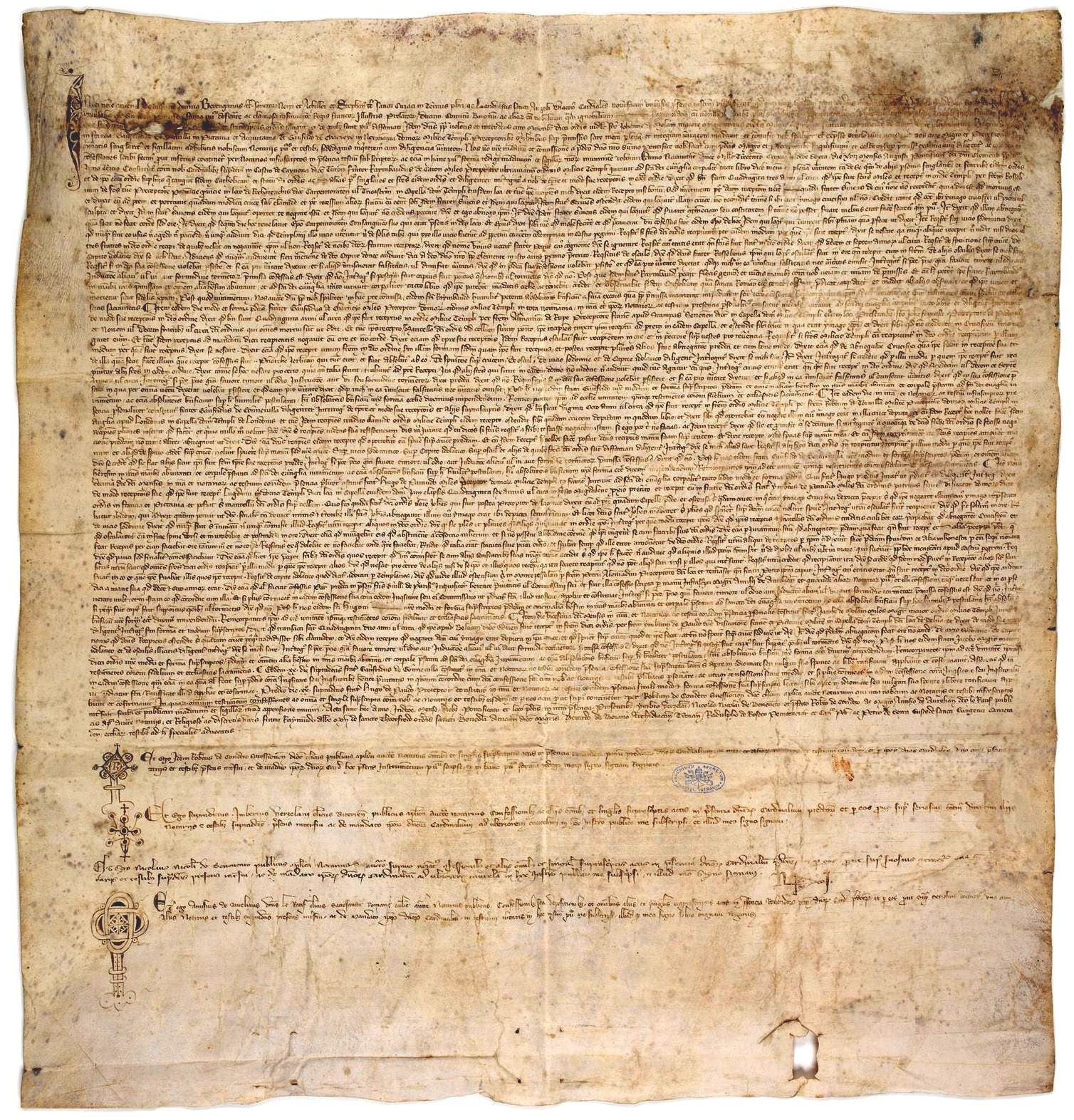
Le parchemin de Chinon.

Le parchemin de Chinon est un document historique qui tendrait à prouver qu’en 1311 le pape Clément V a secrètement absous le dernier grand-maître des Templiers, Jacques de Molay, et les autres responsables de l’ordre du Temple, des péchés que l’Inquisition leur avait reprochés. Ce document, ou plus précisément ses copies ou extraits, étaient connus de longue date par les spécialistes ; la découverte en 2002 et l'étude de l'original conservé aux archives secrètes du Vatican, par l'historienne italienne Barbara Frale, puis sa publication par le Vatican en 2007, ont révélé son existence au grand public.

## Histoire du document
Le parchemin de Chinon a été daté du 17 au 20 août 1308. Il fut préparé par Robert de Condet, un ecclésiastique du diocèse de Soissons qui occupait les fonctions de notaire apostolique. Les notaires apostoliques publics étaient Umberto Vercellani, Nicolo Nicolai de Benvenuto, Robert de Condet et maître Amise d’Orléans le Ratif. Les témoins de la procédure étaient frère Raymond, abbé du monastère bénédictin de Saint-Théofred (diocèse d’Annecy), maître Berard (ou Bernard) de Boiano, archidiacre de Troyes, Raoul de Boset, confesseur et chanoine de Paris, et Pierre de Soire, superviseur de Saint-Gaugery du Cambrésis. En outre, selon le document, trois autres copies plus détaillées furent rédigées par les autres notaires publics. Les participants signèrent tous les documents et y apposèrent leurs sceaux. Selon le parchemin, « leurs paroles et confessions furent écrites exactement telles qu’elles furent intégrées ici par les notaires listés plus bas, en présence des témoins ci-dessous. Nous avons aussi ordonné que ces choses soient formulées de cette manière officielle et validées par la protection de nos sceaux. »
Le parchemin de Chinon est mentionné dans plusieurs livres de référence sur les Templiers. Par exemple, le parchemin a été publié au XVIIe siècle par Baluze dans un ouvrage intitulé « Vitae Paparum Avenionensis » (Vies des papes à Avignon).
En 2001, Barbara Frale a trouvé une copie du parchemin dans les archives secrètes du Vatican. Deux ans plus tard, elle a publié un article sur sa découverte dans le Journal of Medieval History, et a également consacré un livre en italien à la question. Le parchemin de Chinon fait également partie des documents sur le procès de l'ordre du Temple conservés aux archives secrètes du Vatican et publiés en 2007.
Chinon est la ville française où Jacques de Molay et les autres Templiers ont été interrogés.

## Contenu du document
Des agents du pape ont en effet mené une enquête au château de Chinon (diocèse de Tours) pour vérifier les plaintes contre les accusés. D’après ce document, le pape Clément V ordonne à Béranger Fredol (Frézouls), cardinal-prêtre de Saints-Nérée-et-Achilée, à Étienne de Suisy, cardinal-prêtre de Saint-Cyriaque-des-Thermes, et Landolfo Brancaccio, cardinal-diacre de Saint-Ange-de-la-Pêcherie de mener l’enquête sur les Templiers accusés. Les cardinaux déclarent alors « ... par cette déclaration officielle destinée à toute personne qui la lira... (que) Sa Sainteté le pape souhaitant et recherchant la vérité pure, complète et sans compromission de la part des responsables dudit Ordre, à savoir frère Jacques de Molay, maître de l’Ordre des Templiers, frère Raimbaud de Caromb, précepteur des commanderies des Templiers en Outremer, frère Hugues de Pairaud, précepteur de France, frère Geoffroy de Gonneville, précepteur d’Aquitaine et de Poitou, et Geoffroy de Charnay, précepteur de Normandie, nous a ordonné et mandés, spécifiquement et par sa volonté exprimée par la parole, afin que nous puissions examiner en toute diligence la vérité en questionnant le maître et les précepteurs susmentionnés — l’un après l’autre et individuellement, en ayant sommé les notaires publics et des témoins dignes de foi. »
Le premier à être interrogé, le 17 août 1308, fut Raimbaud de Caromb. Au terme de l’interrogatoire, les cardinaux lui accordèrent l’absolution (c'est-à-dire le pardon de fautes commises et reconnues) : « ...Après ce serment, par l’autorité de Sa Sainteté le pape qui nous a été spécifiquement accordée dans ce but, nous avons étendu à frère Raimbaud qui le demandait humblement et selon l’usage accepté par l’Église, la miséricorde de l’absolution de la condamnation à l’excommunication que les actes susmentionnés avaient causée, le réunifiant de la sorte à l’unité avec l’Église et le réintégrant dans la communion des fidèles et les sacrements de l’Église. »
Le 17 août également, les enquêteurs du Pape interrogent ensuite Geoffroy de Charnay, qui fut lui aussi absous.
Puis, toujours le 17 août, vint le tour de Geoffroy de Gonneville qui reçut également l’absolution.
Le 19 août 1308, Hugues de Pairaud fut le quatrième à être interrogé et il fut de même absous.
Enfin, le Grand Maître fut interrogé en dernier, le 20 août 1308. Les cardinaux interrogateurs lui accordèrent également l’absolution.
Selon le document, tous les interrogatoires des accusés qui se sont déroulés du 17 au 20 août 1308 ont été effectués avec la présence systématique de notaires publics et de témoins rassemblés pour l’occasion. Parmi les chefs d’accusation figuraient la sodomie, la dénonciation de Dieu, des embrassades illicites, des crachats sur la Croix, et l’adoration d’une « idole ».
Le corps du texte décrit l’apparence des accusés, les serments qu’ils prêtèrent, les accusations qui pesaient contre eux, leurs interrogatoires, les dénonciations, les demandes d’absolution qu’ils avaient faites, et la délivrance de cette absolution par les agents du pape.
Un extrait de l’interrogatoire de Jacques de Molay se lit ainsi : « Interrogé pour savoir s’il avait confessé ces choses à cause d’une demande, d’une récompense, de la gratitude, d’une faveur, de la peur, de la haine ou de la persuasion d’une tierce personne — ou à cause de la crainte d’être torturé, il répondit par la négative. Lorsqu’on lui demanda si, après son arrestation, il avait été soumis à la question ou à la torture, il répondit par la négative. »
Un extrait de l’absolution donnée à Jacques de Molay est rédigé de la sorte : « Après cela, nous avons décidé d’accorder la miséricorde de l’absolution pour ces actes au frère Jacques de Molay, maître dudit ordre ; dans la forme et la manière décrite plus haut, il a dénoncé en notre présence l’hérésie susmentionnée et toute autre hérésie, et a juré en personne sur les Saints Évangiles du Seigneur, et a humblement demandé la miséricorde de l’absolution. Il est donc réintégré dans l’unité de l’Église et de nouveau admis à la communion des fidèles et les sacrements de l’Église. »

## Importance du document
Le parchemin de Chinon permettrait ainsi de mieux connaître certaines pratiques des Templiers. De même, cela vient contrer une certaine légende récurrente selon laquelle tous les Templiers furent torturés car comme il est possible de le voir ci-dessus, Jacques de Molay nia avoir été interrogé « à cause de la crainte de la torture ». 
Geoffroy de Gonneville aurait été le seul à n’avoir pas dénoncé ni craché sur la Croix malgré la pression. Quant aux autres, ils assurent avoir « renié le Christ de bouche, mais non pas de cœur »[réf. nécessaire]. Tous nient également avoir pratiqué la sodomie. Ils expliquent que les Templiers s’embrassaient en signe de respect (d'où le terme "baiser"). Seul Hugues de Pairaud a admis avoir vu la « tête de l’idole » qu’on accusait les Templiers d’adorer ; il l’aurait vue à Montpellier, en la possession de frère Peter Alemandin, précepteur de la commanderie de cette ville[réf. nécessaire]. Hugues ajoute qu’il souhaiterait que les coutumes et traditions pratiquées par l’Ordre durant l’initiation soient abolies afin de corriger de tels méfaits. Tous précisent qu’ils ont confessé à un prêtre ou à un évêque la totalité de leurs offenses à la foi catholique, pour lesquelles on leur a infligé des pénitences puis accordé l’absolution.

## Sources
- (en) Barbara Frale, « The Chinon chart. Papal absolution to the last Templar, Master Jacques de Molay ». Journal of Medieval History, volume 30, no 2, avril 2004, pp. 109-134 [lire en ligne sur ScienceDirect (abonnement requis)] [lire en ligne (pdf, libre accès)]
- (it) Barbara Frale, « Il papato e il processo ai templari : l’inedita assoluzione de Chinon alla luce della diplomatica pontificia ». Le edizioni del Mulino, 2004 (Voir descriptif de l'éditeur : ici)